# Kalat (Iran)
Kalat est une ville située au nord-est de l'Iran, dans la province du Khorasan-e-razavi.
En novembre 2013, Samiyeh Balouchzehi est désignée maire de Kalat. Son profil est peu commun puisqu'il s'agit d'une femme de 26 ans, issue des minorités sunnite et baloutche et célibataire alors que sa terre d'élection est très conservatrice. Elle est revenue dans sa province natale après avoir décroché un master en ingénierie de ressources naturelles à Téhéran.